# モジブ・ラティフ
モジブ・ラティフ（Mojib Latif、1954年9月29日 - ）は、ドイツ生まれのパキスタン系の気象学者・海洋学者である。過去の海洋気象を調査し、海流の動きには周期があることを発見したことなどで知られる。

## 来歴
ハンブルクで生まれた。父親は1957年に建設された Fazle Omar Mosque のイマームである。1985年からマックス・プランク・気象研究所 (Max-Planck-Institut für Meteorologie) で働いた。キール大学 (University of Kiel) のライプニッツ海洋科学研究所 (Leibniz-Institut für Meereswissenschaften) 教授となった。
2000年にアメリカ気象学会からスヴェルドラップ金メダルを授与された。